# 브라후이어
브라후이어(بروہی/براوِ)는 파키스탄 발루치스탄 지역에서 사용되는 드라비다어족의 언어이다. 브라후이족에 의해 사용되며, 이란과 아프가니스탄의 브라후이족 집단도 사용하나 2005년에 에스놀로그(Ethnologue)는 220만 명의 사용자 중 90%가 파키스탄에 살고 있다고 보고했다. 파키스탄에선 주로 발루치스탄의 칼라트 군에서 사용되고 있다.
드라비다어족의 언어 중 혼자 북쪽에 동떨어져 분포하는 언어로, 발루치어와 같은 주변 이란어군 언어들로부터 많은 영향을 받았다. 문자는 드라비다어족에서는 유일하게 아랍 문자를 사용하지만 최근에는 브라후이어를 표기하기 위한 로마자 표기법도 개발되었다.
브라후이족은 발루치어 등 다른 언어를 사용하는 경향이 높아지고 있어 2009년 UNESCO 보고에서는 다소 위기에 처해있는 언어로 분류하였다.